# Dick Tol
Dick Tol (ur. 21 sierpnia 1934 w Volendam, zm. 13 grudnia 1973 w Amsterdamie) – holenderski piłkarz, który spędził całą swoją karierę w FC Volendam. Grał na pozycji napastnika, a w sezonie 1961/62 z dorobkiem 27 bramek był najlepszym strzelcem w Eredivisie.
Po zakończeniu kariery piłkarskiej został trenerem klubu, w którym był piłkarzem przez całą swoją karierę.